# Орбея пёстрая
Орбея пёстрая (лат. Orbea variegata) — вид суккулентных растений рода Орбея (Orbea), семейства Кутровые (Apocynaceae), естественно произрастающий на территории Капской провинции Южно-Африканской Республики.

## Название
Латинское родовое название Orbea происходит от лат. orbis, — «круг» или «кольцо». Это название относится к центральному выступу, присутствующему в цветках большинства видов данного рода.
Видовой латинский эпитет variegata происходит от лат. variegatus — «пестрый», «пятнистый» или иным образом отмеченный разнообразной окраской.

## Ботаническое описание
Орбея пёстрая — многолетний суккулент с прямостоячими стеблями, вырастающими от прилегающего основания. Стебли имеют размеры 25-150 х 5-11 мм и четко выраженную четырехгранную форму с коническими зубцами длиной 3-9 мм. Они голые, зеленые с пурпурными отметинами, часто полегающие.
Цветки, обычно от 1 до 5, расположены на цветоножках длиной 20-60 мм и имеют характерный зловонный запах. Чашелистики яйцевидно-ланцетные, 5-8 мм в длину, с острыми до заостренных концами. Венчик, диаметром 45-80 мм, имеет ярко выраженную поперечную морщинистость. Обычно он бледно-зеленовато-желтый с пурпурно-коричневыми пятнами. Кольцо выступающее, диаметром 18-23 мм, имеет форму от пятиугольной до круглой. Доли часто отогнуты, размерами 16-25 х 12-22 мм, яйцевидные от острых до заостренных. Корона кремовая с фиолетовыми пятнами; наружные лопасти 4-6 мм, линейно-продолговатые с 2-3 мелкими зубцами; внутренние лопасти 2-4 мм, двухрогие с выступающими спинными рогами.

## Распространение
Листовка (плод)
Орбея пёстрая широко распространена на юго-западе Капской провинции, простираясь от залива Ламберта до Хумансдорпа. Ее самые северные станции находятся в районе залива Ламберта и Кланвильяма, где засушливость, вероятно, ограничивает ее распространение. На юг она простирается к холмам вокруг Кейптауна и тянется вдоль Капского полуострова до его южной оконечности. Этот вид является единственным представителем стапелий на полуострове. Далее на восток его ареал охватывает прибрежные равнины к югу от Лангеберга до Риверсдейла, Моссел-Бей, Хуммансдорпа и около Ханки.
Этот вид в основном обитает на прибрежных, песчаных или гранитных, а также сланцевых обнажениях. Растет на каменистых участках, под небольшими кустарниками, на высоте от 5 до 1000 м. Его можно встретить на лугах под откосом, в Восточном Финбос-Реностервельде, Долине Дождевых Теней Кару, чаще Олбани и саваннах под откосом. Обычно орбея пёстрая растет на пологих, реже крутых, каменистых склонах, иногда под кустарниками, а также на обнаженных скальных плитах или уступах. В частности, он обширно распространен на гранитных склонах от залива Святой Елены на юг до полуострова Кейп. В этом районе его можно встретить в изобилии в заливе Кэмпс, на склонах Сигнального холма, нижних склонах Львиной головы и вокруг нижней станции канатной дороги на Столовой горе. Несмотря на расширение города Кейптаун, что, безусловно, оказало воздействие на его среду обитания, есть вероятность, что он продолжает расти в достаточных количествах в местах, где первые европейские посетители мыса Доброй Надежды, вероятно, впервые обнаружили его в изобилии.
Вид был интродуцирован в Австралии (в штаты Квинсленд и Южная Австралия) и Испании.

## Таксономия

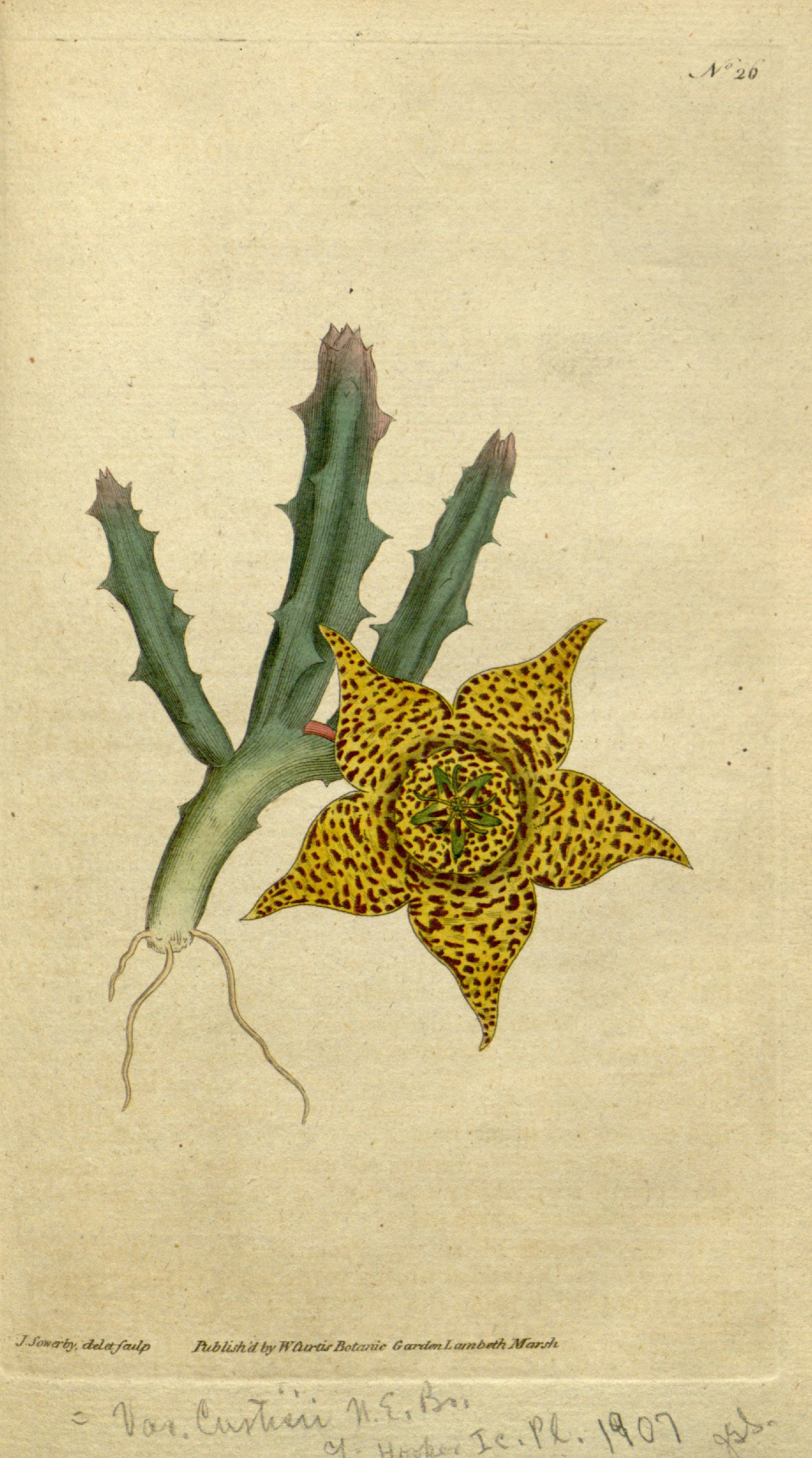
Ботаническая иллюстрация

Орбея пёстрая имеет схожесть с Orbea pulchella, однако кольцо образует неглубокую чашеобразную трубку с расширяющимся более тонким краем. Внутренние доли коронки значительно длиннее с бугорчато-булавчатыми кончиками и выступающим спинным рогом.
Orbea variegata (L.) Haw., Syn. Pl. Succ.: 40 (1812).

### Синонимы
Гомотипные (основанные на одном и том же номенклатурном типе):
- Stapelia variegata L. (1753)
- Stisseria variegata (L.) Kuntze (1891)

Гетеротипные (основанные на разных номенклатурных типах):
- вид имеет 115 гетеротипных синонимов[2].

## Выращивание
Растения требуют яркого рассеянного освещения и могут переносить прямой солнечный свет только осенью и зимой. В летние месяцы при выращивании на солнце в самые жаркие часы возможны ожоги. В осенне-зимний период рекомендуется поддерживать хорошее освещение, и притенение не требуется. Весной, с увеличением уровня освещенности, растения следует постепенно привыкать к большему количеству света, чтобы избежать возможных ожогов.